# Virtud
Virtud é uma banda de rock cristão brasileira fundada em Brasília no ano de 1997. Formada por Ricardinho Brandão (vocal), Fernando Modesto (guitarra), Júnior Rapa (baixo), Dídio Corrêa (bateria) e Marcelo Sá (guitarra), a banda já lançou três CDs, o Imagem e o Sempre, primeiramente lançados com produção musical independente e depois relançados pela gravadora Gospel Records, e o Na Terra das Aparências, produzido por Dan Félix e por Marcelo Sá, guitarrista da banda que possui um estúdio próprio.

## História

### Antecedentes, formação e início

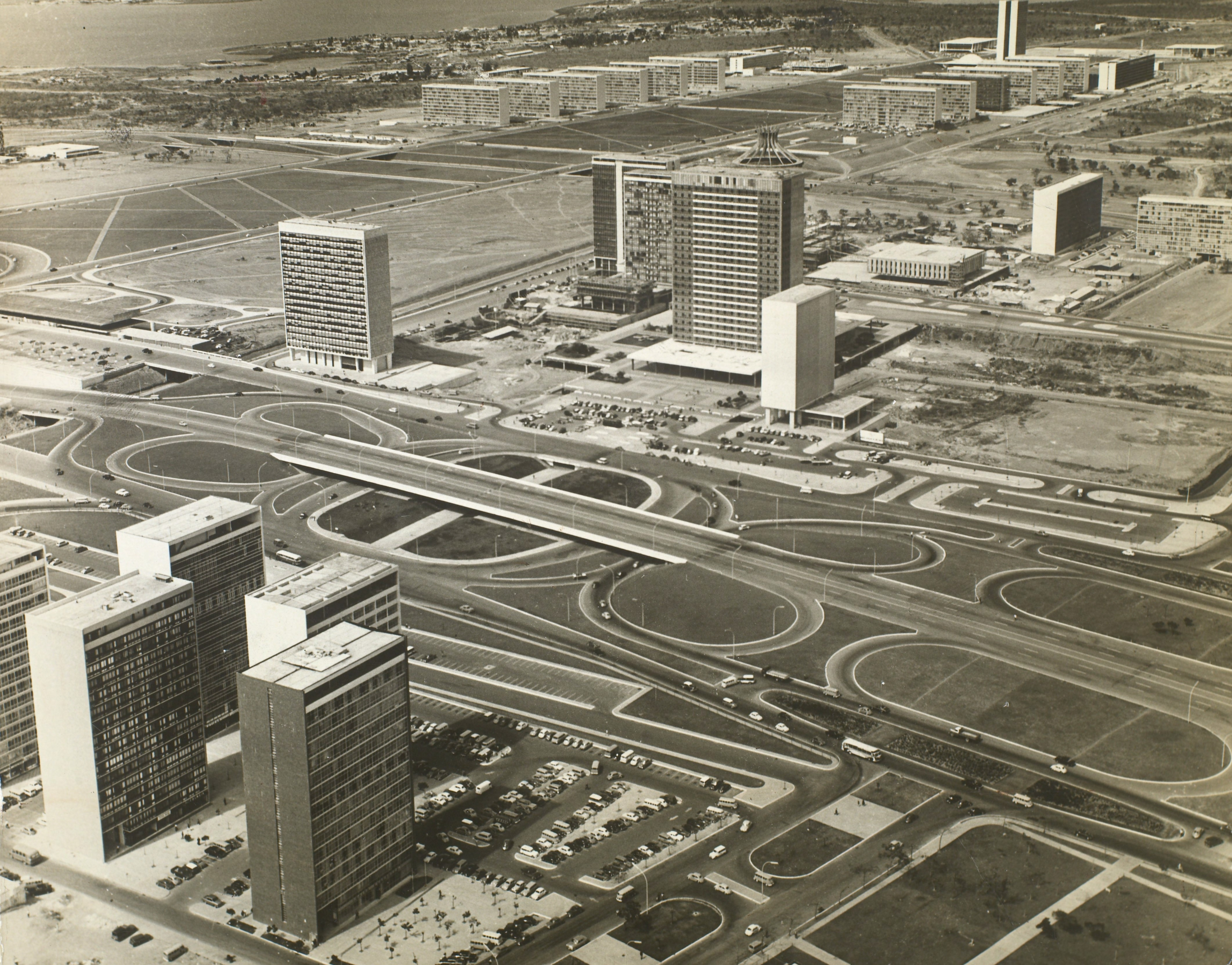
Brasília, cidade onde foi fundada a banda Virtud.

Fernando Modesto, o atual guitarrista da banda Virtud, nasceu em Taguatinga e começou aprender a tocar violão ainda menino, aos doze anos, com amigos da quadra onde morava, mas seu violão foi roubado dois meses depois de ter decidido começar a tocar. Assim, seu pai comprou outro violão e, como viu que o garoto tinha talento, matriculou-o em uma escola de música. Nas aulas, a professora chegava a comentar que Fernando tinha mais habilidade com a mão esquerda do que ela. Então, sugeriu que o aluno evoluísse para a guitarra, já que, além do talento, Fernando só queria tocar rock.
Daí veio a necessidade de adquirir o novo instrumento que passaria a aprender no curso. Então, uma amiga de colégio comentou com ele que seu irmão, também fã de rock, estava tentando arrecadar dinheiro para comprar o ingresso do Rock in Rio e a que a única saída que via era para isso era vender sua guitarra, mesmo sem querer. Fernando, então, aproveitou a oportunidade e pediu para seu pai, que estava otimista, comprar.
Com a guitarra de marca romena e modelo Les Paul, o jovem se sentiu estusiasmado para formar uma banda de rock. Certa vez, estava jogando futebol com amigos na rua e passou em frente à uma casa na quadra de número um do Guará onde tinha uma banda ensaiando e ficou fascinado com a engrenagem sonora de um grupo de rock ao vivo, fato que o levou a ter mais certeza da carreira artística que queria seguir.
Cada vez mais apaixonado pelo gênero, aos treze anos deixou o cabelo crescer, pregou 26 posters da Som Três em seu quarto e passou a comprar LP's de vários conjuntos musicais consagrados, principalmente do AC/DC e dos Scorpions.
Anos depois, convidou seu amigo e vizinho Geraldo para começar uma banda, denominada "Golpe 64" mas não deu certo, pois, mesmo sendo roqueiros, os dois tinham preferências diferentes - Geraldo gostava do The Smiths, do Cure e do Cult;  enquanto Fernando preferia hard rock e heavy metal.
Então, o guitarrista aliou-se a Paulo Valcácio (vocal), Wellington (baixo), e Eudes (bateria) a fim de dar prosseguimento à Golpe 64. Logo começaram a tocar em eventos itinerantes pelas cidades satélites de Brasília juntamente com as muitas outras bandas que estavam surgindo no local na época, década de 1980. Algum tempo depois, em 1986, o baterista Eudes anunciou que iria sair do grupo para "seguir a Jesus". Os demais integrantes ficaram perplexos e inconformados, pois acreditavam que o sucesso viria em breve. Eudes, entretanto, não mudou de opinião,  compartilhou com os garotos um disco da banda Sinal de Alerta, que era o que mais se aproximava de um rock gospel na época, e ainda os convidou para ir à igreja.
Os meninos, então, substituíram o baterista, mas continuaram a amizade com Eudes. Fernando já havia frequentado outra denominação evangélica com sua mãe e dizia achar chato a maneira como o pastor pregava. Mesmo assim, resolveu aceitar o convite de Eudes e foi à igreja com o amigo. No dia, Fernando sentiu fortes dores na cabeça e nos ouvidos, além de visão embaçada, mas decidiu ir mesmo assim. Após uma oração no culto, percebeu melhora e, por isso, continuou frequentando o local com Eudes. Passou também a ler a Bíblia e um dia foi a um acampamento da Igreja Batista Filadélfia no Guará II. No evento, conheceu um grupo de rock gospel e se encantou. Assim, desfez-se da Golpe 64 e decidiu formar com Eudes uma banda de hard rock cristã, que se chamaria Apocalipse.
Em 1987, a Apocalipse já estava realizando shows em vários lugares, mas logo foi encerrada porque o vocalista Moisés Valença teve que se mudar para os Estados Unidos. Com isso, Fernando começou a tocar na igreja e logo foi convidado para integrar a banda Templo. Esta tinha como vocalista e baixista Leonardo Mac Cormic, hoje pastor,  que havia trabalhado na gravadora EMI Odeon e foi o responsável por descobrir e lançar o Iron Maiden no Brasil. Durou apenas alguns anos e, com seu fim, Fernando passou a fazer parte da banda Nuance.
A Nuance tinha dois vocalistas bem diferentes em seus estilos, com som metade rock e metade pop. A banda passou por mudanças em sua formação, inclusive com a chegada do vocalista J.T., de Maceió, atual vocalista da Metal Nobre, e a alteração de nome para Átrio.
Em 1993, passaram a se chamar Kadesh, que significa "sagrado", e gravaram algumas músicas que foram incluídas no álbum intitulado Imagem, lançado de forma independente.
Em 1997, após divergências musicais, Eudes e J.T. decidiram se desligar do grupo de uma só vez. Então, Fernando e o tecladista Jack se aliaram ao baterista Ricardo Gianetti e ao baixista Júnior Rappa, ex-integrantes do grupo Vértice, e ao vocalista Ricardo Brandão, ex-integrante do grupo Cetro, e formaram a banda Jam. Tocaram juntos por pouco tempo, pois Jack quis sair e o baterista Ricardo Gianetti foi substituído por Clóvis Ribeiro, também do grupo Cetro. Mesmo com todas essas mudanças, como já estavam com algumas músicas criadas, gravaram uma fita demo. Para arrecadar dinheiro para a produção em estúdio, passaram a vender vale-CD, uma espécie de ticket para que quem acreditasse na banda pudesse apoiar ao comprar o CD antes mesmo da gravação.
Com a quantia suficiente, foram gravar no Studio Zen, de Brasília, com a ajuda do produtor musical Dan Félix. No meio do período de gravações, decidiram mudar o nome da banda para Virtud, fazendo alusão à palavra latina virtutis, que significa "disposição firme e constante para a prática do bem". De acordo com os músicos, "essa definição presume uma particular consciência do grupo em relação à sua responsabilidade". Assim, em 1999 o disco foi lançado com o nome de Sempre.
Pouco depois, o disco foi relançado pela gravadora Gospel Records e, na ocasião do relançamento, a banda era composta por Fernando Modesto, na guitarra, Tom Alves, na bateria, Júnior Rappa, no baixo, Ricardo Brandão, no vocal, e Guto Bello, no teclado. Atualmente a formação é Ricardinho Brandão (vocal), Fernando Modesto (guitarra), Júnior Rappa (baixo), Dídio Corrêa (bateria) e Marcelo Sá (guitarra), sendo este último também produtor, com estúdio próprio, inclusive produziu o terceiro e último álbum, o Na Terra das Aparências, com o apoio de Dan Félix.

### O sucesso
Em 1993, pouco depois do lançamento do disco Imagem, quando o grupo ainda era Kadesh, a faixa homônima ao disco já estava estava em primeiro lugar nas mais tocadas das rádios do segmento gospel e o CD alcancou a vendagem de quatro mil cópias. Quem patrocinou o disco foi um empresário do setor de minério que havia assistido o primeiro show da banda, em Taguatinga, pois os meninos não tinham condições financeiras.
O álbum Sempre, lançado em 1999 com a banda já denominada Virtud, também foi muito bem recebido pelo público e sua música homônima logo atingiu o top dez da Rádio Manchete e pouco depois já estava em primeiro lugar.
Com a fama nacional, foram indicados por bandas amigas como Oficina G3, Katsbarnea e Resgate para fazer parte da Gospel Records, gravadora de São Paulo. Assinaram contrato com a gravadora, que relançou o Sempre, alcançando a vendagem de quase trinta mil cópias após o relançamento.
Com o sucesso, logo começaram a participar de grandes festivais religiosos, como o "Marcha para Jesus", evento cristão anual em São Paulo que reúne mais de um milhão de espectadores em cada edição, e também do S.O.S Vida, que alcança pouco mais de cem mil pessoas.

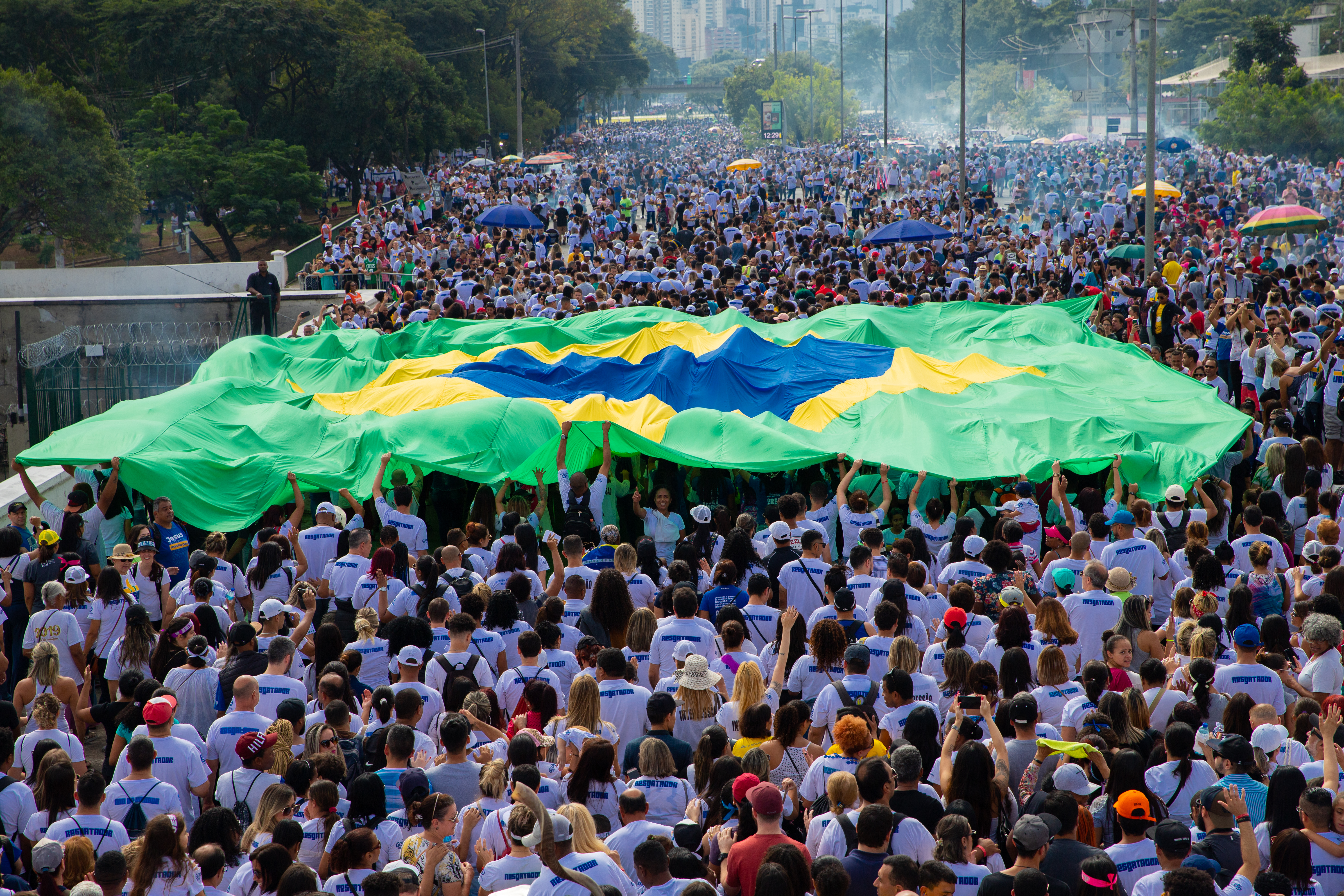
Marcha para Jesus, evento cristão paulistano em que a banda Virtud se apresentou várias vezes.

Ao longo da carreira, a banda passou a receber relatos de pessoas que, ao ouvir suas músicas, começaram a acreditar em Deus e outras que até mesmo desistiram do suicídio. Suas cancões, principalmente a faixa "Mesmo Só", também foram muito reproduzidas em cerimônias de casamento pelo Brasil todo, inclusive no matrimônio do ex-jogador de futebol Kaká com a noiva Carol.
O terceiro disco, o Na Terra das Aparências, foi lançado em 2003, época de advento do MP3 e pirataria exacerbada, mas, mesmo assim, atingiu a marca de 25 mil exemplares vendidos.
Ficaram parados por muito tempo, retornando aos palcos e às gravações somente em 2014.

## Influências
Suas influências são o cantor Bon Jovi e os conjuntos musicais U2, Aerosmith, Linkin Park, Petra e Guardian, Bride, DC Talk, Dream Theather, Whitesnake e Europe.

## Discografia
- Imagem - lançamento independente (1993)
- Imagem - Gospel Records (1999)
- Sempre - produtor Dan Félix (1999)
- Sempre - Gospel Records (1999)
- Na Terra das Aparências - produtores Dan Félix e Marcelo Sá (2003)